# Jiří Sedláček (inženýr)
Jiří Sedláček (17. září 1935 Golčův Jeníkov – 5. září 2014 České Velenice) byl český inženýr, odborník na parní lokomotivy.

## Život
Po ukončení vysokoškolských studií nastoupil Sedláček na umístěnku do železničních dílen v Českých Velenicích. Těm zůstal věrný až do konce své pracovní činnosti. Prošel praxí ve všech provozech a poté nastoupil do funkce hlavního technologa. Ve druhé polovině šedesátých let se stal na krátkou dobu technickým náměstkem, ale v období normalizace byl v roce 1969 přeřazen zpět na pozici hlavního technologa. Důvodem bylo, že Sedláček zachránil před sešrotováním salonní vůz prezidenta Masaryka.
V roce 1989 se Sedláček stal ředitelem podniku, který vznikl po privatizaci železničních dílen, později pak byl předsedou představenstva. Podnik poté nesl název ŽOS České Velenice a.s.
V roce 2004 spoluzakládal nadaci „Okřídlené kolo“, jejímž cílem je získávání prostředků na opravy historických kolejových vozidel. Do roku 2013 byl členem její dozorčí rady. Vyučoval také český jazyk v nedalekém rakouském pohraničním městě Gmünd. Založil společnost „Přátelé ČSD“ v bavorském Mnichově a tím nemalou měrou přispěl ke zlepšení česko-německých a česko-rakouských vztahů.
Ve spolupráci s Národním technickým muzeem (NTM) se zasazoval o opravu a znovuzprovoznění první historické lokomotivy 387.043. Zachránil parní lokomotivu 414.096, která pak stála na pomníku v českovelenických dílnách. Inicioval i záchranu lokomotivy 354.195. Jeho rukama prošla většina českých muzejních parních lokomotiv, opravil však i řadu lokomotiv zahraničních.
Tři měsíce po uzavření železničních dílen v Českých Velenicích Jiří Sedláček zemřel.

## Salonní vůz prezidenta Masaryka řady Aza 80
Sedláček byl nejen největším českým odborníkem v oblasti parních lokomotiv,[zdroj⁠?!] ale byl i odborníkem v technologii oprav železničních vozů. Při práci v místní pobočce ČSVTS v Českých Velenicích se mu podařilo prosadit v roce 1969 záchranu salonního vozu prezidenta Masaryka, tmavomodrého salonního vozu řady Aza 80 se státním znakem na boku. V souvislosti se záchranou této vzácné památky po prvorepublikovém prezidentu T. G. Masarykovi byl Jiří Sedláček odvolán z funkce technického náměstka železničních dílen, protože Masaryk tehdy nebyl politickou elitou oblíben. Sedláček se do konce svého života o zachráněný vůz staral a po roce 1989 ho osobně doprovázel na mnoha akcích.

## Klavírista
Věnoval se také klavírní hře, kterou studoval u profesora Pavla Štěpána. Spolupracoval s Českobudějovickou filharmonií.
Účastnil se hudebních soutěží mezi interprety klavírních skladeb v Rakousku.